# Beaver Harris
William Godvin «Beaver» Harris (Pittsburgh, 20 de abril de 1936-Nueva York, 22 de diciembre de 1991) fue un baterista de jazz estadounidense, conocido por su extensa colaboración con el saxofonista Archie Shepp Archie Shepp.

## Primeros años
Harris nació en Pittsburgh, Pensilvania. Provenía de una familia atleta y durante su adolescencia jugó béisbol para los Kansas City Monarchs, equipo de la Negro American League, y fue observado por los Brooklyn Dodgers y los New York Giants.

## Carrera
Tras servir en el ejército de los Estados Unidos, Harris comenzó a tocar la batería. En 1963 se trasladó a Nueva York, donde el legendario baterista Max Roach lo animó a dedicarse profesionalmente a la música. En la ciudad, trabajó y realizó giras con destacados músicos como Marion Brown, Dexter Gordon, Albert Ayler, Joe Henderson, Freddie Hubbard, Clifford Jordan, Howard Johnson, Sheila Jordan, Lee Konitz, Thelonious Monk, Sonny Rollins, McCoy Tyner, Sonny Stitt, Clark Terry, Chet Baker, Doc Cheatham y Larry Coryell, entre otros.
Además, Harris fundó la banda de “música mundial” llamada 360 Degree Music Experience, integrada por artistas de renombre como Buster Williams, Hamiet Bluiett, Don Pullen, Jimmy Garrison, Ron Carter y Ricky Ford.

## Vida personal
Estuvo casado con Glo Harris y tuvieron tres hijos. Harris falleció en Nueva York a los 55 años, debido a un cáncer de próstata.

## Discografía

### Como líder
- From Rag Time to No Time (360, 1975)
- In: Sanity (Black Saint, 1976)
- African Drums (Owl, 1978)
- Beautiful Africa (Soul Note, 1979)
- Safe (Red, 1980)
- Negcaumongus (Cadence, 1981)
- Live at Nyon (Cadence, 1981)
- A Well Kept Secret (Shemp, 1984)
- Beaver Is My Name (Timeless, 1987)
- Thank You for Your Ears (Dizim, 1998)

### Como acompañante

#### ConAlbert Ayler
- Albert Ayler in Greenwich Village (Impulse!, 1967)
- The Village Concerts (Impulse!, 1978)
- Lörrach / Paris 1966 (hat MUSICS, 1982)
- Jesus (Jazz Galore, 1981)
- Live in Europe 1964–1966 (Landscape, 1991)
- Stockholm, Berlin 1966 (hatOLOGY, 2011)

#### ConMarion Brown
- Three for Shepp (Impulse!, 1967)
- Juba-Lee (Fontana, 1967)

#### ConRoswell Rudd
- Everywhere (Impulse!, 1967)
- Numatik Swing Band (JCOA, 1973)

#### ConArchie Shepp
- Archie Shepp Live in San Francisco (Impulse!, 1966)
- Mama Too Tight (Impulse!, 1967)
- The Magic of Ju-Ju (Impulse!, 1967)
- Life at the Donaueschingen Music Festival (SABA, 1967)
- The Way Ahead (Impulse!, 1968)
- Three for a Quarter One for a Dime (Impulse!, 1969)
- One for the Trane (Polydor, 1969)
- For Losers (Impulse!, 1970)
- Things Have Got to Change (Impulse!, 1971)
- Attica Blues (Impulse!, 1972)
- The Cry of My People (Impulse!, 1973)
- A Sea of Faces (Black Saint, 1975)
- There's a Trumpet in My Soul (Arista, 1975)
- Montreux One (Arista, 1976)
- Montreux Two (Arista, 1976)
- Jazz a Confronto 27 (Horo, 1976)
- À Massy - U-Jaama "Unité" (Uniteledis, 1976)
- Body and Soul (Horo, 1978)
- Steam (Enja, 1976)

#### Con otros artistas
- Chet Baker and Lee Konitz, In Concert (India Navigation, 1982)
- Gato Barbieri, The Third World (Flying Dutchman, 1969)
- Larry Coryell, Toku Do (Muse, 1988)
- Larry Coryell, Major Jazz Minor Blues (32 Jazz, 1998)
- Charles Greenlee, I Know About the Life (Baystate, 1977)
- Vincent Herring, American Experience (Musicmasters, 1990)
- Stafford James, Jazz a Confronto 26 (Horo, 1976)
- Jazz Composer's Orchestra, The Jazz Composer's Orchestra (JCOA, 1968)
- Sheila Jordan, Confirmation (East Wind, 1975)
- Karin Krog, Archie Shepp, Hi-Fly (Compendium, 1976)
- Steve Lacy, Trickles (Black Saint, 1976)
- Ken McIntyre, Chasing the Sun (SteepleChase, 1979)
- Grachan Moncur III, Echoes of Prayer (JCOA, 1975)
- Massimo Urbani, 360º Aeutopia (Red, 1979)
- The Blue Humans, Live – N.Y. 1980 (Audible Hiss, 1995)